# San José de Yarinacocha
San José de Yarinacocha es un centro poblado conocido por la implementación del hospital de que se atiende en la laguna de Yarinacocha, donde conecta. Este caserío que conecta a la Universidad Nacional Intercultural de la Amazonía, inició aislado de la ciudad de Pucallpa donde sólo pocos sobrevivieron a la emigración en la fundación de la misma. El caserío tuvo origen antes de la emigración, con el apoyo de Félix del Águila Córdova, a fundar Puerto Callao para más tarde pertenecer al distrito de Yarinacocha.